# Skrb na kraju života
U medicini, njega za umiruće ne odnosi se samo na medicinsku skrb za pacijente u
posljednjim danima svoga života, nego i na medicinsku skrb za sve one s terminalnom
bolešću ili terminalnim stanjem koje je napredovalo, dalje je u progresiji i neizlječivo.
Nacionalni institut za rak u Sjedinjenim Državama, vezano za skrb pacijenata s rakom, piše:
Kada pacijentov zdravstveni tim donese odluku da se rak više ne može kontrolirati,
sva testiranja i samo liječenje često bivaju obustavljeni. No njega pacijenta se
nastavlja. Njega se usredotočuje na pacijentovu udobnost. Pacijent zaprima razne
lijekove i terapije kako bi se kontrolirala bol i ostali simptomi kao što su opstipacija,
mučnina i nedostatak zraka. Neki pacijenti ostaju doma tijekom toga razdoblja, dok
drugi ostaju u bolnici, ili nekoj drugoj ustanovi. U svakom slučaju, postoje dostupne
medicinske, psihološke i duhovne usluge vezane uz umiranje kojima se pomaže
pacijentima i njihovim obiteljima. Hospiciji obično pružaju takve usluge. Vrijeme
pred kraj života različito je kod svake osobe. Svaki pojedinac ima jedinstvene potrebe
u vezi informacija i potpore. O svim pitanjima i svakoj zabrinutosti vezane za kraj
života, koje obično opterećuju pacijenta i njegovu obitelj, trebalo bi se raspraviti sa
zdravstvenim timom čim se pojave.
Pacijenti i članovi njihove obitelji često žele znati koliko vremena im je još preostalo.
Na ovo pitanje teško je odgovoriti. Faktori kao što su lokacija raka i eventualna
prisutnost neke druge bolesti mogu utjecati na sam ishod. Iako doktori mogu dati
takvu procjenu na temelju poznavanja pacijenta, često oklijevaju. Doktori, naime,
mogu postati prezabrinuti zbog svoje procjene, ako dodaju premalo ili previše
preostaloga vremena. Time se pribojavaju davanja lažne nade ili pak njenog uništenja.
Njega za umiruće zahtjeva veliki raspon odluka koje uključuju palijativnu skrb, pacijentovo
pravo da sam odluči o tome želi li terapiju ili ne, medicinska istraživanja, etičnost i efikasnost
određenih štetnih ili neobičnih medicinskih intervencija, te etičnost i efikasnost već rutinskih
medicinskih intervencija. Ta vrsta njege dodatno dodiruje odluke poput racionalizacije i
dodjele resursa bolnicama i nacionalnim zdravstvenim ustanovama. Takve odluke ograničene
su medicinskom obazrivošću, tehničkim i ekonomskim faktorima, ali i bioetikom. Dodatno,
pacijent ima svoju autonomiju pri donošenju odluke o njezi. «Na kraju krajeva, stvar je
pacijenata i njihovih obitelji hoće li odlučiti nastaviti s agresivnim tretmanima, ili se povući
od takvog održavanja na životu.»
«Mislim da ljudi misle kako «ne oživljavati» znači da trebaju odustati. Misle da «ne
oživljavati» i hospicij znače da odustajete. No, više se radi o prihvaćanju i prigrljenju sljedeće
faze života, makar to bila i smrt. «Ne oživljavati» ne znači prestanak liječenja, niti prestanak
brige. Samo znači ne oživljavati davajući CPR (kardiopulmonalnu reanimaciju), električne
šokove ili lijekove kojima se ponovo pokreće srce. Ako stvari pođu po zlu, postoji izbor u
nekim situacijama kojima se dopušta prirodan prekid rada tijela,» navodi Dr. Lauren Van
Scoy, internistica koja je provela stotine sati u jedinici za intenzivnu njegu, gdje je svjedočila
načinima na kojima mnogi kritično bolesni pacijenti odluče umrijeti te kako takva odluka
ponekad zaglavi u premišljanjima članova obitelji kada su suočeni s neizbježnim.

## Nacionalne perspektive

### SAD
Procjene pokazuju kako 27 % Medicare-ovog godišnjeg budžeta od 327 milijarde dolara,
dakle 88 milijarde dolara, odlazi na njegu pacijenata u njihovoj posljednjoj godini života.

### UK
Njega za umiruće prepoznata je sa strane Odjela za zdravstvo Ujedinjenoga Kraljevstva
kao područje gdje je kvaliteta njege ranije jako varirala, te nije imala visoki profil u NHS-u
(Netional health service) i socijalnoj skrbi. Kako bi se to promijenilo osnovan je nacionalni
program za njegu za umiruće 2004 godine, kojime bi se odabrao i propagirao najbolji način
izvedbe programa, a 2008. izdan je dokument s nacionalnim strategijama.
2006. godine u Engleskoj preminulo je preko pola milijuna ljudi, oko 99% odraslih iznad
18 godina, i skoro dvije-trećine odraslih starijih od 75 godina. Otprilike tri-četvrtine smrti
smatrale su se «predvidljivima» prije kojih je slijedio period kronične bolesti, primjerice
srčane bolesti, rak, moždani udar, ili demencija. Ukupno, 58% smrtnih slučajeva dogodili su
se u NHS bolnicama, 18% kod kuće, 17% u domovima za starije i nemoćne osobe (najčešće
osobe starosti preko 85 godina), i otprilike 4% u hospicijima. No veliki broj ljudi radije bi
preminuli doma, ili u hospiciju, a samo manje od 5% bi radije preminulo u bolnici. Ključan
cilj ove strategije jest dakle smanjiti potrebu zadržavanja umirućih osoba u bolnicama, i
poboljšati proviziju za potporu i palijativnu skrb u zajednici kako bi se to izbjeglo. Procjena
jedne studije bila je da 40% pacijenata koji su preminuli u bolnici nisu imali medicinske
potrebe koje su ih obvezivale da ostanu tamo.
Anketa EIU-a (Economist Intelligence Unit) iz 2010., ovlaštena sa stane Lienove Fundacije,
rangirala je UK među prvih četrdeset zemalja u svijetu za program njege za umiruće.

## Njega u zadnjim danima i satima života

### Znakovi skorašnje smrti
Nacionalni institut za rak vlade Sjedinjenih Država upućuje kako neki od ovih znakova mogu
ukazivati na približavanje smrti:
• Česta pospanost, produljen san i/ili nereagiranje (uzrokovani promjenama u pacijentovu
metabolizmu)
• Zbunjenost o vremenu, prostoru, i/ili prepoznavanju voljenih, nemir; pričinjavanje ljudi
i mjesta koja nisu tamo; povlačenje plahti, ili odjeće (uzrokovani djelomice promjenama u
pacijentovu metabolizmu)
• Smanjena socijalizacija i povlačenje (uzrokovano smanjenom opskrbom mozga kisikom,
smanjenom opskrbom krvlju i mentalnom pripremom za umiranje)
• Smanjena potreba za hranom i pićem, gubitak apetita (uzrokovano tjelesnom potrebom za
čuvanjem energije i smanjenom sposobnošću tijela za pravilnu uporabu hrane i pića)
• Gubitak kontrole nad mjehurom i crijevima (uzrokovano opuštanjem mišića zdjelične regije)
• Taman urin, ili smanjena količina urina (uzrokovano usporenjem funkcije bubrega i/ili
smanjenih unosom tekućina)
• Koža je postala hladna dodir, pogotovo ruke i noge; koža može postati plavičasta, pogotovo
na nižim dijelovima tijela (uzrokovano smanjenom cirkulacijom u ekstremitetima)
• Zvukovi hripanja, ili grgljanja tijekom disanja, koji mogu biti glasni; nepravilno i plitko
disanje; smanjen broj udaha u minuti; promjene disanja s brzog na sporo (uzrokovano
zagušenjem zbog smanjenog unosa tekućina, punjenjem tijela otpadnim produktima, i/ili
smanjenom cirkulacijom u organima)
• Okretanje glave prema izvoru svijetla (uzrokovano gubljenjem vida)
• Povećana otežanost u kontroliranju boli (uzrokovana progresijom bolesti)
• Nevoljni pokreti (myoclonus), promjene u srčanom ritmu, te gubitak refleksa u nogama i
rukama dodatni su znakovi da je kraj života blizu

### Podnošenje simptoma
U nastavku su neki od najčešćih potencijalnih problema koji se pojavljuju u zadnjim danima i
satima pacijentova života:
• Bol – Patiti od nekontrolirane boli velik je bojazan onih na kraju svoga života. Najčešće se
kontrolira morfinom i dijamorfinom, ili drugim opioidima
• Uznemirenost – Delirij, terminalna patnja, nemirnost (npr. trzanje, ili čupanje). Najčešće se
kontrolira midazolamom, ili drugim benzodijazepinima. Simptomi se ponekad mogu umanjiti
rehidracijom, koja može smanjiti efekte nekih toksičnih metabolita iz lijekova
• Sekrecije u respiratornom traktu – Slina i ostale tekućine mogu se nakupljati u usnom
dijelu ždrijela i gornjim dišnim putevima kada pacijenti postanu preslabi za pročišćenje grla,
što dovodi do zvuka nalik hripanju («hrupac smrti»). Dok ovaj simptom sam po sebi nije
bolan za pacijenta, sama njegova asocijacija na smrt može stvoriti strah i nesigurnost kod
onih uz pacijentovu postelju. Sekrecije se mogu kontrolirati lijekovima poput scopolamina
(hyoscina), glycopyrroniuma, ili atropinom. Hripavost se možda neće moći kontrolirati, ako je
uzrokovana dubljim nakupljanjem tekućina u bronhima, ili plućima, što je obično slučaj kod
upale pluća, ili nekim vrstama tumora
• Mučnina i povraćanje – Najčešće se kontrolira cyclizinom, ili drugim anti-emeticima
• Nedostatak zraka – Najčešće se kontrolira morfinom, ili dijamorfinom
Tipični planovi za njegu, kao što su oni ustanovljeni u Liverpool Care Patheway-u za
umiruće pacijente, pre-autorizirat će osoblje za davanje potkožnih injekcija kako bi došli
ususret ovakvim simptomima čim je to potrebno, bez da se gubi vrijeme na traženje daljne
autorizacije. Takve injekcije obično se preferiraju kao način davanja lijeka jer pacijentima
može postati teško progutati, ili uzeti tablete oralno. U slučaju potrebe za daljim lijekovima najčešće se koristi syringe driver (infuzijska pumpa), koji može davati redovitu, nisku dozu lijeka.
Ostali simptomi koji se mogu pojaviti i biti značajni uključuju kašalj, umor, temperaturu i,
ponekad, krvarenje.

## Vanjske poveznice
• End of Life Issues. MedlinePlus.
• EndLink - Resource for End of Life Care Education, Robert H. Lurie Comprehensive
• Cancer Center, Northwestern University
• End of life care, NHS Choices
• End of Life Care Strategy - promoting high quality care for all adults at the end of life, UK
• Department of Health, Publications policy and guidance
• John Ellershaw, Chris Ward (2003), Care of the dying patient: the last hours or days of life,
British Medical Journal, 326, 30-34 doi:10.1136/bmj.326.7379.30
• Polly Mazanec, Julia Bartel (2002), Symptoms and Symptom Management, in Robert
Kastenbaum (ed), Macmillan Encyclopedia of Death and Dying. New York: Macmillan
Reference USA. ISBN 002865689X
• End of Life: The Facts, Marie Curie Cancer Care
• End of life care in adults, Map of Medicine, updated 29 October 2010
• End-of-Life Decisions from the Institute for Good Medicine at the Pennsylvania Medical
Society
• Survivorship A to Z: End-Of-Life
• Before I Die: Medical Care and Personal Choices. Produced by Thirteen/WNET, premiered
on Public Broadcasting Service April 22, 1997. The program explores the medical, ethical,
and social issues surrounding end-of-life care in America today.
• Palliative Care Policy Center (PCPC), formerly Center for Palliative Care Studies. Includes
• RAND Health white paper on Living Well at the End of Life: Adapting Health Care to
Serious Chronic Illness in Old Age. plus other resources.
|  | Molimo pročitajte upozorenje o korištenju medicinskih informacija. Ne provodite liječenje bez savjetovanja s liječnikom! |